# Teoria del color
En l'art de la pintura, el disseny gràfic, la fotografia, la impremta i en la televisió, la teoria del color és un grup de regles bàsiques en la mescla de colors per aconseguir l'efecte desitjat combinant colors de llum o pigment. La llum blanca es pot produir combinant el vermell, el verd i el blau, mentre que combinant pigments cian, magenta i groc es produeix un color negre.

## Principals teòrics
La teoria del color ha sigut estudiada per diferents científics, físics, matemàtics, pintors, filòsofs, i poetes al llarg de la història. Les seves aportacions han servit per consolidar una teoria que és aplicada a tots els àmbits. Entre els principals teòrics, destaquen el matemàtic, físic i filòsof anglès Isaac Newton i el poeta i dramaturg alemany Johann Wolfgang von Goethe.
Newton estableix les bases científiques de la teoria del color, la qual mancava de bases quantitatives i experimentals, a través de la teoria sobre la divisió de la llum blanca en rajos inalterables corresponents a colors simples. Goethe crea les bases i condicions per obrir la subjectivitat del color i estableix les dimensions psicològiques, sensibles i morals del color.

### Newton

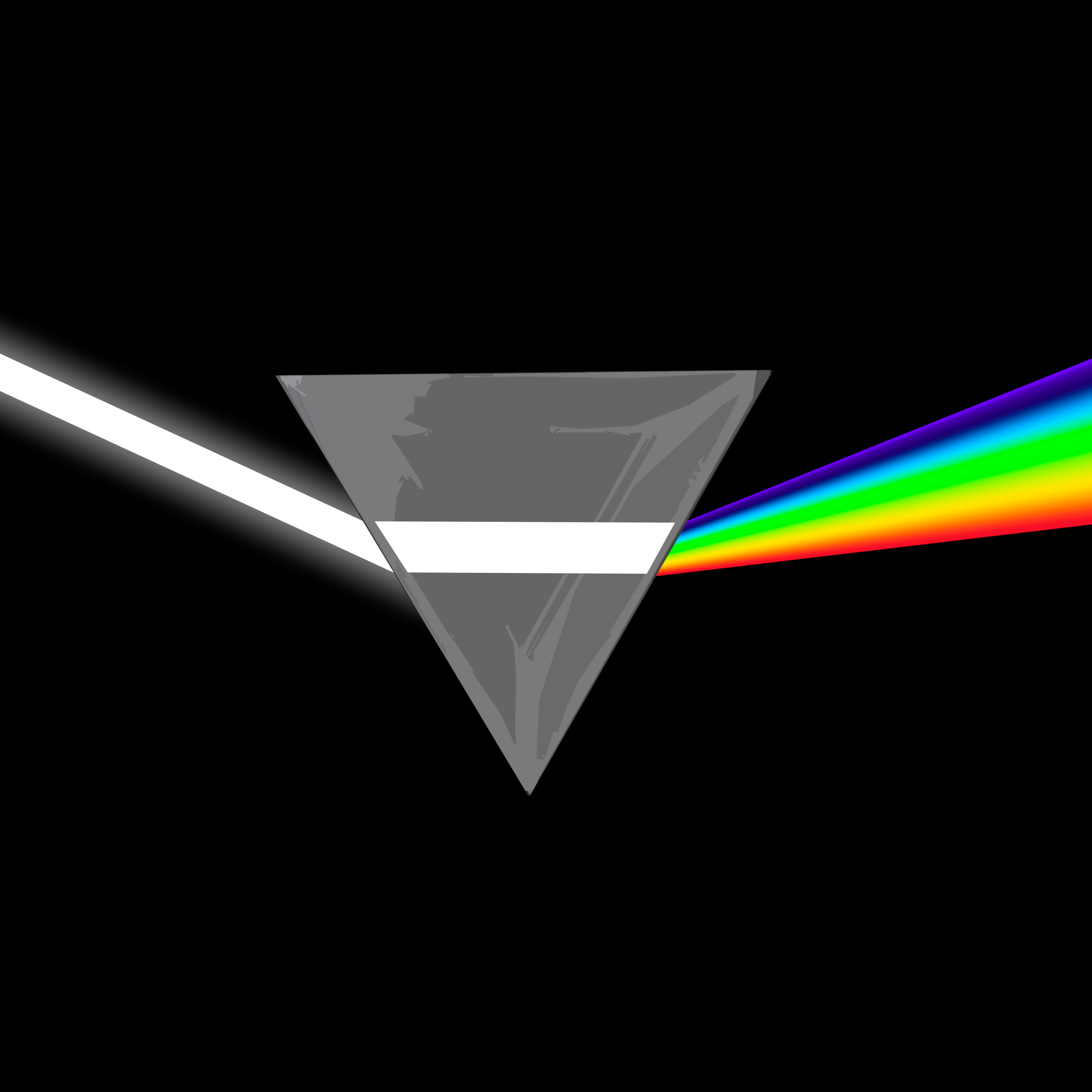
Experiment dels prismes triangulars d'Isaac Newton que estudia la refracció de la llum realitzat l'any 1966.

La teoria de la llum del matemàtic, físic i filòsof anglès Isaac Newton es remunta al segle XVII amb el desenvolupament del telescopi, el qual necessitava incrementar la seva potència sense haver d'augmentar la distància focal i evitar la producció d'aberracions cromàtiques de les pròpies lents. L'any 1671 Newton crea el seu telescopi de reflexió, establint així l'únic model que evitava l'aberració cromàtica abans de la posterior invenció de les lents acromàtiques. Aquest aparell l'havia estat confeccionant durant les seves investigacions que mantenia des de mitjans de la dècada de 1660 sobre la refracció de la llum i la llum blanca com a resultat de la suma dels colors primaris.
L'any 1666 va concentrar grans avanços en les lleis del moviment i càlcul i va ser llavors quan va realitzar el famós experiment dels prismes. Un experiment per poder estudiar la refracció de la llum que consistia en deixar entrar una quantitat convenient de llum en una habitació fosca per tal que aquests rajos de sol passessin per un prisma triangular i que es refractés els colors en la paret oposada. Aquests prismes eren uns instruments que s’utilitzaven fins llavors per crear il·lusions òptiques i com a forma d'entreteniment, Newton va aconseguir-los a la fira de Sturbridge. Les seves nombroses proves i assajos d'aquest experiment queden recollides en un primer manuscrit titulat Of Colours (1666) i que  també inclouria, posteriorment, a la reconeguda carta a Oldenburg amb el títol A new theory about light and colours (1672) on desenvoluparia el seu descobriment en la forma de l'espectre que es generava a partir de la refracció de la llum a través del prisma triangular. Les teories existents d'aquell moment il·lustraven que la forma d'aquest espectre era circular, mentre que l'espectre observat per Newton era oblong.

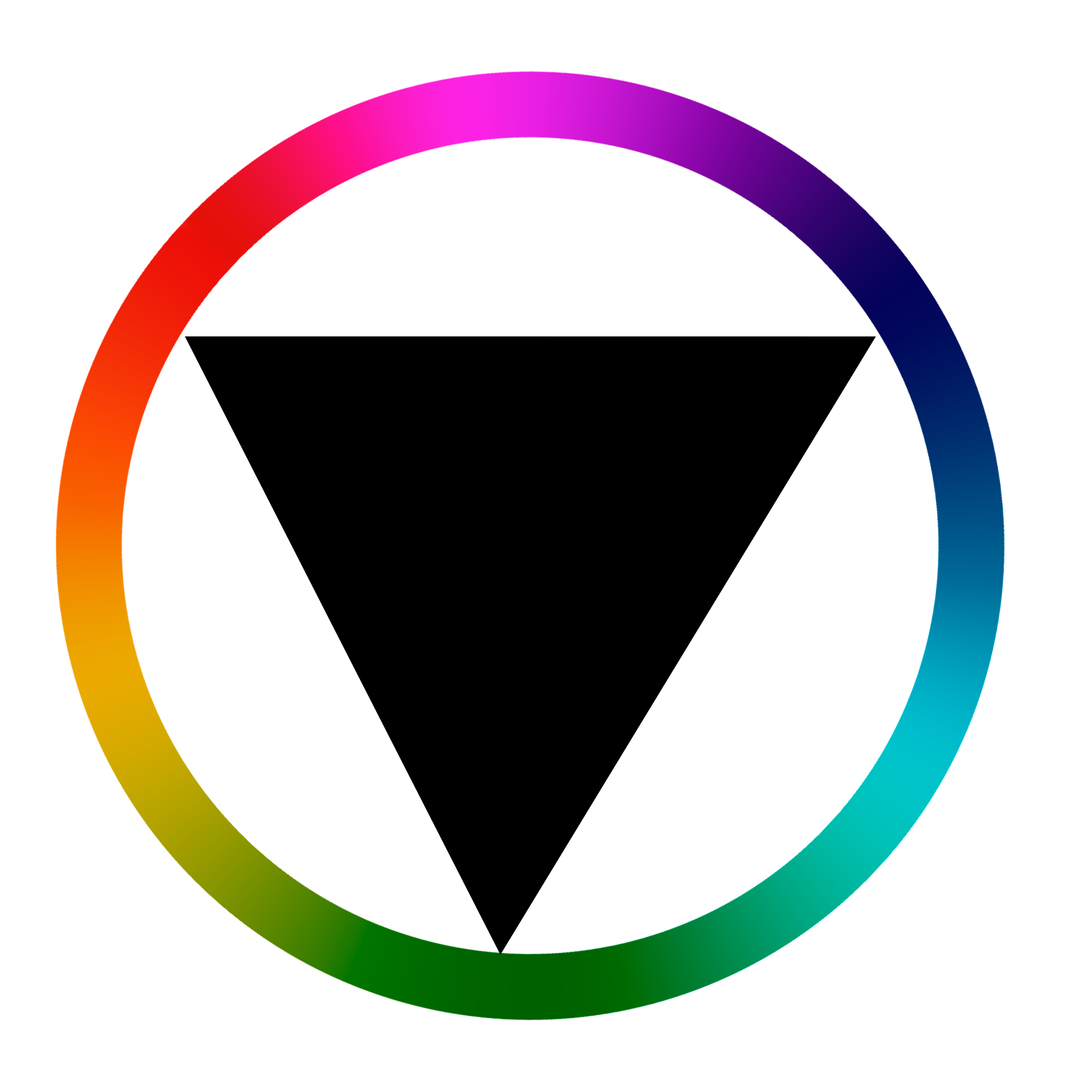
Roda cromàtica de l'espectre de l'obscuritat de Newton amb els tres colors que el formen: vermell, blau i verd.

En un d'aquests experiments, va afegir un segon prisma sometent als rajos una segona refracció amb la qual va demostrar la inalterabilitat dels colors bàsics o primaris, un experiment que agafaria molta importància en el text de 1672 i posteriorment al seu extens tractat de 1704 amb el títol Opticks, assentant així la teoria sobre la divisió de la llum blanca en rajos inalterables corresponents a colors simples i, per tant, la teoria del color, la qual mancava de bases quantitatives i experimentals fins llavors.
Newton troba en el raig de llum, la representació geomètrica de la línia recta com una forma de representar aquest fenomen. I defensa que els colors són propietats originals i connaturals de la llum. L'experiment de la divisió de llum blanca al passar pel prisma descobreix la seva verdadera naturalesa: la llum del sol és una mescla de rajos de diferent color. Per tant, el concepte “color” correspon al grau de refracció o refrangibilitat diferent dels rajos de llum quan es desvien al passar pel prisma.
Tot i semblar assentar aquesta teoria del color i la llum, Isaac Newton va rebre nombroses crítiques on posaven en dubte els seus experiments. Entre els seus nombrosos opositors van destacar: Robert Hokke, tot i reconèixer algunes de les seves investigacions va contradir-lo defensant la difracció de colors sense la necessitat de fer ús de la refracció; Francis Line, Josh Gascoine i Anthony Lucas pels seus resultats diferents al replicar l'experiment; Edme Mariotte que va publicar De la Nature des couleurs com oposició directa als pensaments del físic anglès; Christiaan Huygens, el qual va refusar l'explicació per la formació dels colors, etc. Isaac Newton publica com a resposta a aquest debat, el seu notable tractat Òptica o Tractat de les reflexions, refraccions, inflexions i colors de la llum.

### Goethe, l'opositor de Newton
A Isaac Newton no li van faltar crítics a la seva teoria de la llum i composició dels colors: el poeta i dramaturg alemany Johann Wolfgang von Goethe va ser un dels seus màxims opositors posant en dubte la seva òptica i la seva manera de concebre la ciència.
Tot i ser reconegut per la seva obra artística va desenvolupar una activitat científica molt notable. Entre 1790 i 1810 Goethe va treballar intensament amb la seva teoria dels colors que quedaria recollida en el llibre Zur Farbenlehre. Aquest estudi està dividit en tres parts: la part didàctica, en la qual exposa la major part de les seves idees; la part polèmica, en la qual s’oposa i desmunta la teoria newtoniana i la seva òptica; i la part històrica, un recorregut per diferents escrits i documents sobre la llum i els colors.
Goethe classifica els colors en fisiològics, físics i químics per tal de dividir-los d'una òptica fruit d'una disciplina de fenòmens objectius reduïts a principis matemàtics centrada en només els colors físics. Goethe investigava els colors i volia descriure les seves qualitats i la seva essència, quan i en quines condicions sorgien, com els veiem i com ens afecten.

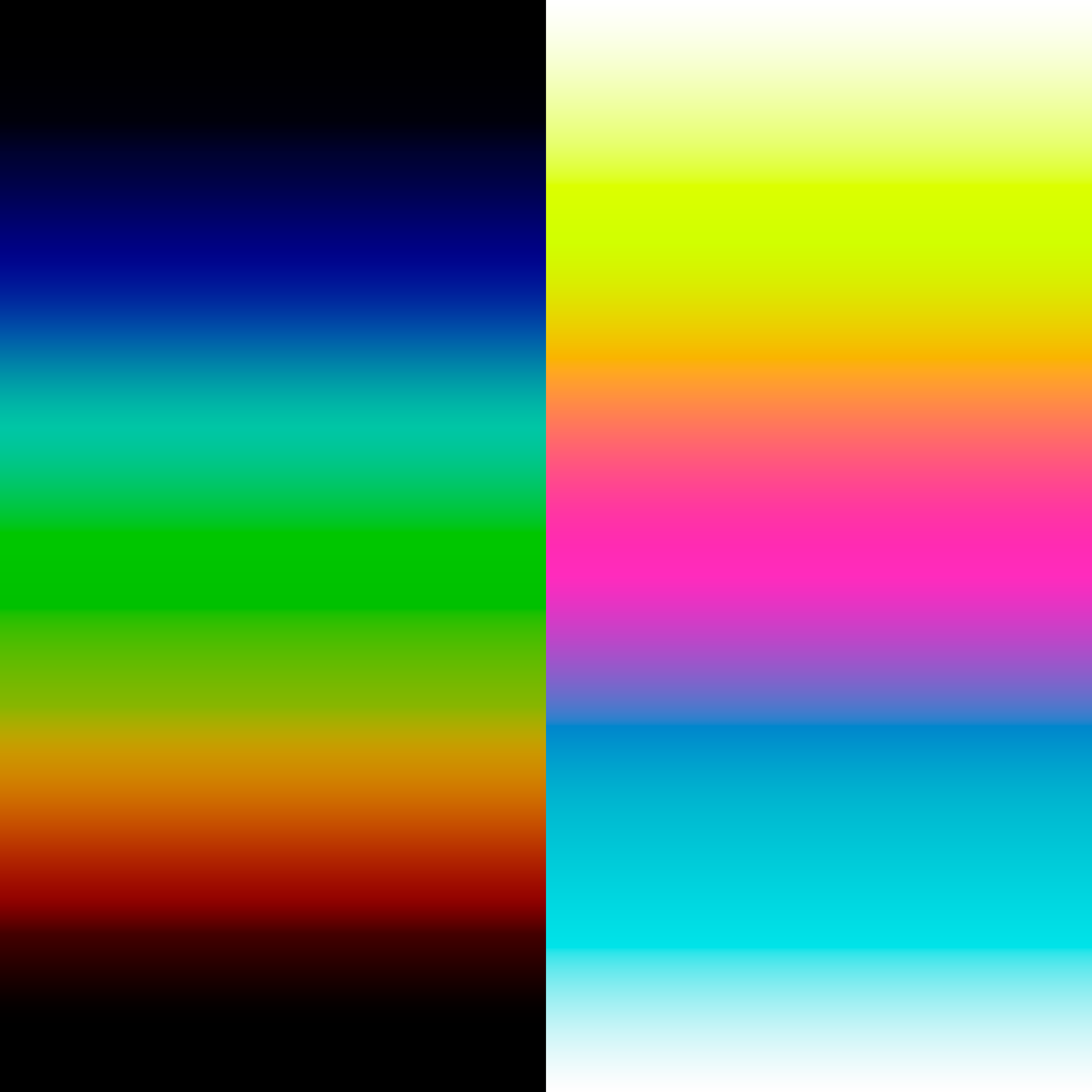
Il·lustració de l'espectre de l'obscuritat que descobreix Newton amb l'espectre de la llum que afegeix Goethe.

Focalitza la importància en els colors fisiològics, els quals els genera l'ull humà a través de la retina que produeix efectes cromàtics i al tancar els ulls distingim flaixos de colors recent vistos. Per tant, considera l'ull com “fill de la llum afí al sol” i associa l'òrgan amb la principal font de lluminositat com a possibilitat de coneixement, idea que ens recorda a Plató. Plató reflexiona que els colors són pures sensacions subjectives, impossibles d'accedir mitjançant l'intel·lecte. Segons Goethe, l'ésser humà és l'instrument més precís i manifesta el seu desacord en observar els objectes des d'un punt de vista científic i, per tant, s’oposava al què Newton entenia com a experiment. El poeta alemany va basar tota la seva teoria en l'home com a observador, fent-lo partícip de l'experiment. Tot acte d'observació és en sí un acte de teoria. Goethe creia que la percepció sensorial era important i que ens servia d'enllaç amb el món i ens aporta coneixement sobre aquest. Les seves investigacions es limitaven a la realitat que podem veure i sentir. Segons el mètode científic de Goethe: els colors s’han de descriure allí on els observem, per això insisteix que nosaltres mateixos som part de l'experiment.
Després es troben els colors físics, que són aquells generats per la llum quan travessa un mitjà de diferent densitat: l'aigua, el vidre o els propis prismes. La constant observació de Goethe es tradueix en els colors diòptrics, els quals apareixen en determinats fenòmens atmosfèrics com el cel en les primeres i últimes hores del dia.
Finalment, exposa els colors químics que també anomena corporals, materials o permanents perquè es poden originar, fixar i comunicar a altres objectes de manera persistent.
Newton havia deduït que els colors estaven continguts només en la llum. Però Goethe va veure a través del prisma que els colors només sorgien entre el límit entre llum i obscuritat. És el conjunt de la llum i la foscor, el què crea els colors. La llum és invisible i només es fa visible quan xoca amb la matèria. En la percepció de la realitat, espai i matèria són inseparables. El mateix passa amb la llum i la foscor, les quals formen una parella d'oposats. Goethe la va anomenar la polaritat de la llum i l'obscuritat. Aquest contrast va fascinar a Goethe i el va portar a l'estudi exhaustiu de la trobada entre llum i obscuritat i el naixement dels colors.

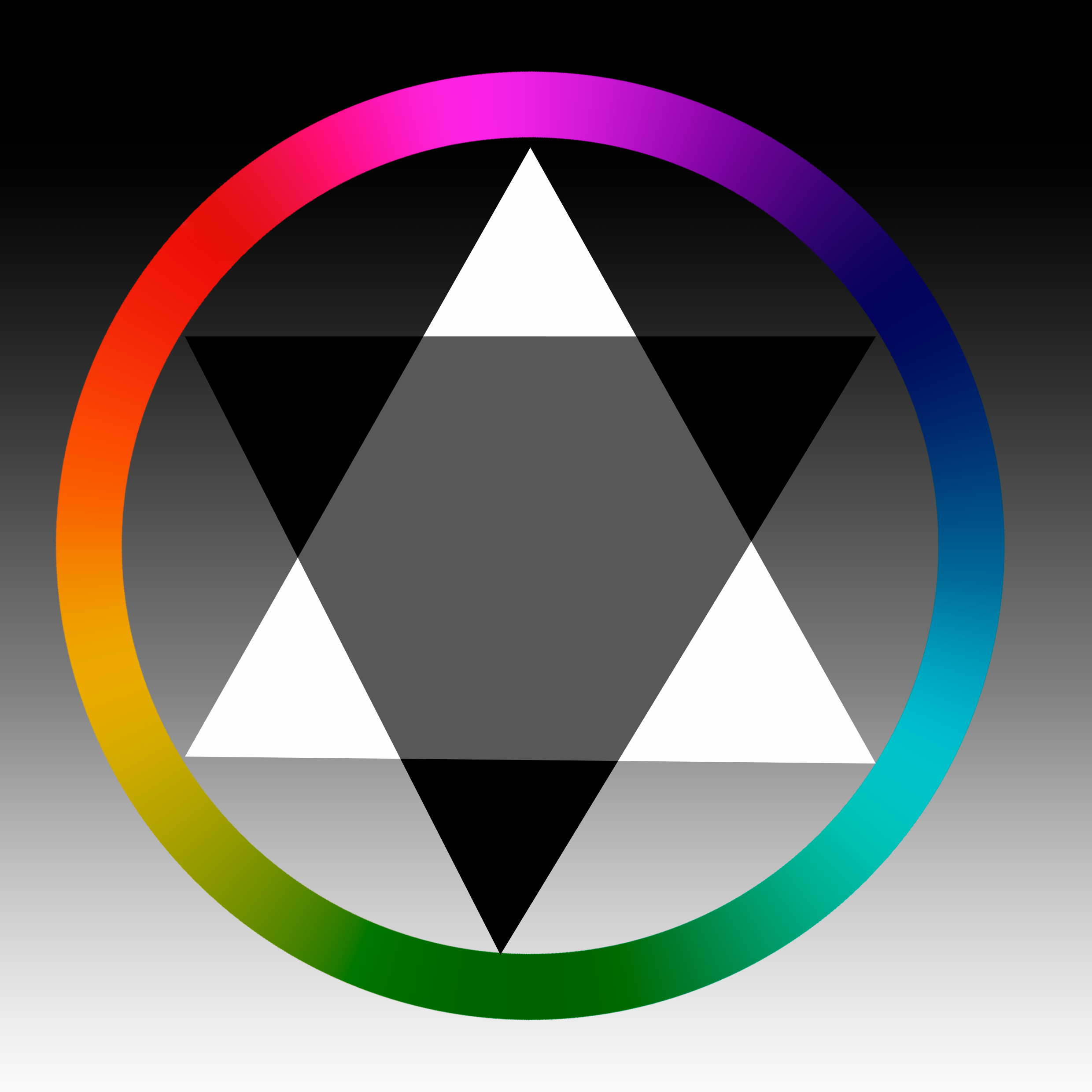
Il·lustració de l'espectre de l'obscuritat que descobreix Newton amb l'espectre de la llum que afegeix Goethe representats en la roda cromàtica.

Veiem que la polaritat de la llum i la foscor es transforma en la polaritat del color amb el blau i el groc. La llum és el punt de partida del groc i la foscor ho és del blau. Blau i groc formen la base de tots els altres colors del cercle cromàtic. Per tant, si els colors són gradacions del contacte de la llum amb la foscor: el groc és la primera variació i el blau és la darrera, la més propera a l'ombra. La intensificació del groc i el brau genera els seus derivats i, per tant, la resta de colors en la roda cromàtica.
Newton va presentar una interpretació teòrica de l'experiment del prisma però Goethe va decidir explorar la imatge de l'espectre de colors col·locant un quadrat blanc sobre un fons negre en el lloc del sol rodó per tal que es projectés dos espectres de colors: un vermell i groc a un extrem i un de blau pastel i violeta a l'altre. Va observar que en la frontera horitzontal entre la llum i la foscor, naixien els colors i va anomenar a aquests dos espectres: colors fronterers. No obstant, el verd de l'espectre de Newton no apareixia. No obstant, si el quadrat era substituït per una barra, reduint així la distància entre llum i foscor, la franja que separa els colors fronterers era més petita, el groc i el blau es mesclaven i apareixia el color verd.
Newton va descobrir l'espectre de l'obscuritat i Goethe va afegir l'espectre de la llum, el qual està estructurat pels tres colors clars: cian, groc i magenta. L'espectre de la obscuritat és compon dels tres colors foscos: blau, verd i vermell. Goethe va incorporar tant l'espectre de la llum com el de la obscuritat a la seva roda de colors o cercle cromàtic. Com que el poeta associava coneixement amb harmonia la va anomenar roda de colors harmònica.
Johann Wolfgang von Goethe crea les bases i condicions per obrir la subjectivitat del color i estableix les dimensions psicològiques, sembles i morals del color. I per tant, la seva empremta s’ha vist reflectida en la pròpia psicologia de l'escola de la Gestalt o en la història de la pintura en autors com Delacroix, Delaunay o Kandinsky, el qual exposarà la seva teoria dels colors en el llibre De lo Espiritual En el Art. A més, pensadors com el filòsof austríac Rudolf Steiner seran influenciats per Goethe i quedarà reflectit en obres com La Naturalesa de los Colores o Goethe i la Visió del Mundo.

## Model de color RYB

Cercle cromàtic RYB

En el model de color RYB, el vermell, el groc i el blau són els colors primaris, i en teoria, la resta de colors purs (color matèria) poden crear-se barrejant pintura vermella, groga i blava. Molta gent aprèn nocions sobre el color en los estudis d'educació primària, barrejant pintura o llapis de colors amb aquests colors primaris.
El model RYB s'utilitza en general en conceptes d'art i pintura tradicionals, i en rares ocasions usat en exteriors en la mescla de pigments de pintura. Encara que s'usi com a guia per a la mescla de pigments, el model RYB no representa amb precisió els colors que haurien de resultar de mesclar els 3 colors RYB primaris. El 2004, es va reconèixer mitjançant la ciència que aquest model és incorrecte, però es continua utilitzant habitualment en art.

## Model de color RGB

Model de color RGB

La mescla de colors llum, normalment vermell, verd i blau (RGB), es realitza utilitzant el sistema de color additiu, també referit com el model RGB o l'espai de color RGB. Tots els colors possibles que poden crear-se por la mescla d'aquests tres llums de color s'al·ludeixen com l'espectre de color d'aquests llums en concret. Quan cap color llum està present, es percep el negre. Els colors llum tenen aplicació en els monitors d'un ordinador, televisions, projectors de vídeo i tots els que utilitzen combinacions de materials que fosforegen en el vermell, verd i blau.

## Model CMY

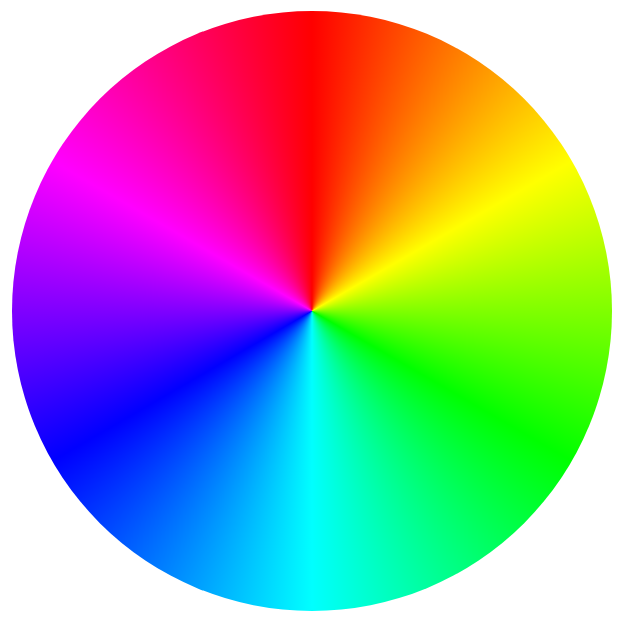
Cercle cromàtic CMY

Per a impressió, els colors usats són cian, magenta i groc; aquest sistema es denomina model CMY. En el model CMY, el negre es crea per mescla de tots els colors, i el blanc és l'absència de qualsevol color (assumint que el paper sigui blanc). Com que la barreja dels colors és sostractiva, també es diu model de color sostractiu. Una mescla de cian, magenta i groc en realitat resulta en un color negre tèrbol per la qual cosa normalment s'utilitza tinta negra de veritat. Quan s'afegeix el negre, aquest model de color es denomina model CMYK. Fa poc, s'ha demostrat que el model de color CMY és també més precís per a mescles de pigments.
Cal tenir en compte que solament amb alguns colors "primaris" ficticis es pot arribar a aconseguir tots els colors possibles. aquest primaris són conceptes arbitraris utilitzats en models de color matemàtics que no representen les sensacions de color reals o fins i tot els impulsos nerviosos reals o processos cerebrals. En altres paraules, tots els colors "primaris" perfectes són completament imaginaris, cosa que implica que tots els colors primaris que s'utilitzen en les mescles són incomplets o imperfectes.

## El cercle cromàtic
Tradicionalment els colors s'han representat en una roda de 12 colors: tres colors primaris, tres colors secundaris (creats per la mescla de dos primaris), i sis colors terciaris (la mescla dels colors primaris i els secundaris). Els artistes utilitzen un cercle cromàtic basat en el model RYB (vermell, groc i blau) amb els colors secundaris taronja, verd i violeta. Per a tots els colors basats en un ordinador, s'utilitza la roda RGB; aquesta engloba el model CMY, ja que el cian, el magenta i el groc són colors secundaris del vermell, verd i blau (al mateix temps, aquests són els colors secundaris en el model CMY). A la roda RGB/CMY, el taronja és un color terciari entre el vermell i el groc, i el violeta és un altre terciari entre el magenta i el blau.

## Harmonies de color
Els colors harmònics són aquells que funcionen bé junts, és a dir, que produeixen un esquema de color atractiu a la vista. El cercle cromàtic és una valuosa eina per determinar harmonies de color. Els colors complementaris són aquells que es contraposen en aquest cercle i que produeixen un fort contrast. Així, per exemple, en el model RYB, el verd és complementari del vermell, i en el model CMY, el verd és el complementari del magenta.

## Espais de color
Un espai de color defineix un model de composició del color. En general un espai de color el defineix una base de N vectors (per exemple, l'espai RGB el formen 3 vectors: Vermell, Verd i Blau), la combinació lineal genera tot l'espai de color. Els espais de color més generals intenten englobar la major quantitat possible dels colors visibles per l'ull humà, encara que hi ha espais de color que intenten aïllar tan sols un subconjunt d'aquests.
Hi ha espais de color de/d':
- Una dimensió: escala de grisos, escala Jet, etc.
- Dues dimensions: subespai rg, subespai xy, etc.
- Tres dimensions: espai RGB, HSV, YCbCr, YUV, YI'Q', etc.
- Quatre dimensions: espai CMYK.

Dels quals, els espais de color de 3 dimensions són els més estesos i els més utilitzats. Llavors, un color s'especifica usant tres coordenades, o atributs, que representen la seva posició dins un espai de color específic. Aquestes coordenades no ens diuen quin és el color, sinó que mostren on es troba un color dins un espai de color en particular.

### Espai RGB

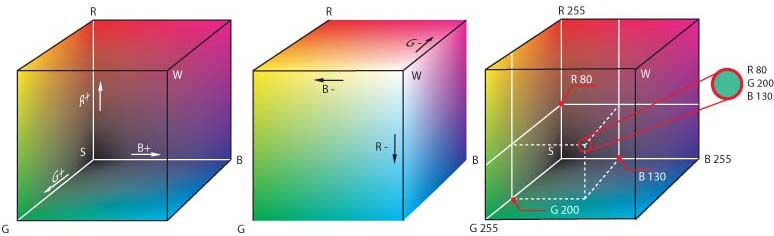
Cub de color RGB

RGB és conegut com un espai de color additiu (colors primaris) perquè quan la llum de dues freqüències diferents viatgen juntes, des del punt de vista de l'observador, aquests colors són sumats per crear nous tipus de colors. Els colors vermell, verd i blau es van escollir perquè cada un correspon aproximadament a un dels tres tipus de cons sensitius al color en l'ull humà (65 % sensibles al vermell, 33 % sensibles al verd i 2 % sensibles al blau). amb la combinació apropiada de vermell, verd i blau es poden reproduir molts dels colors que poden percebre els humans. Per exemple, vermell pur i verd clar produeixen groc, vermell i blau produeixen magenta, verd i blau combinats creen cian i els tres junts mesclats a màxima intensitat, creen el blanc.
Hi ha també l'espai derivat RGBA el qual afegeix el canal alpha (de transparència) a l'espai RGB original.
Vegeu també: Espai de color sRGB

### Espai CMY

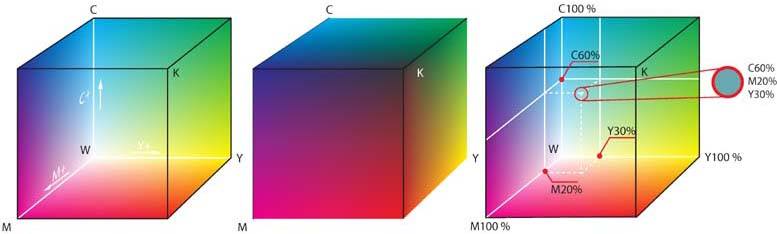
Representació dels colors CMYK

CMY treballa mitjançant l'absorció de la llum (colors secundaris).
Els colors que es veuen són de part de la llum que no és absorbida. A CMY magenta més groc produeixen vermell, magenta més cian produeixen blau, cian més groc generen verd i la combinació de cian, magenta i groc formen negre.
A causa que el negre generat per la mescla de colors primaris sostractius, no és tan dens com el color negre pur (un que absorbeix tot l'espectre visible). És per això que al CMY original s'ha afegit un canal clau (key) que normalment és el canal negre (black) per formar l'espai CMYK o CMYB. Ara com ara les impressores de quatre colors, utilitzen un cartutx negre a més dels colors primaris d'aquest espai, cosa que genera un millor contrast. això no obstant el color que una persona veu en una pantalla de computador difereix del mateix color en una impressora, a causa que els models RGB i CMY són distints. El color en RGB es fa per la reflexió o emissió de llum, mentre que el CMY mitjançant l'absorció d'aquesta.

### Espai YIQ
Va ser una recodificació realitzada per la televisió americana (NTSC), la qual havia de ser compatible amb la televisió en blanc i negre que solament requereix el component d'il·luminació. Els noms dels components d'aquest model són Y per luminància (luminance), I fase (in-phase) i Q quadratura (quadrature). Aquestes últimes generen la cromaticitat del color. Els paràmetres I y Q són nomenats en relació al mètode de modulació utilitzada para codificar el senyal portador. Els valors de RGB, se sumen per produir un únic senyal Y’ que representa la il·luminació o brillantor general d'un punt en particular. El senyal I després es crea en restar Y' del senyal blau dels valors RGB originals i després Q es realitza restant el senyal Y' del vermell.

### Espai HSV

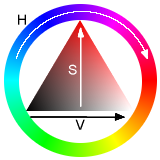
Eixos HSV

És un espai cilíndric, però normalment associat a un con o con hexagonal, a causa que és un subconjunt visible de l'espai original amb valors vàlids de RGB.
- Tonalitat (Hue): es refereix a la freqüència dominant del color dins de l'espectre visible. És la percepció d'un tipus de color, normalment la que es distingeix en un arc iris, és a dir, és la sensació humana d'acord amb la qual una àrea sembla similar a una altra o quan existeix un tipus de longitud d'ona dominant. Incrementa el seu valor mentre ens movem de manera antihorària en el con, amb el vermell a l'angle 0.
- Saturació (Saturation): es refereix a la quantitat del color o a la "puresa" d'aquest. Va d'un color "neutre" a un color més viu (blau viu – blau neutre). També es pot considerar com la mescla d'un color amb blanc o gris.
- Valor (Value): és la intensitat de llum d'un color. Dit d'una altra manera, és la quantitat de blanc o de negre que posseeix un color.

## Percepció del color
En la retina de l'ull existeixen milions de cèl·lules especialitzades a detectar les longituds d'ona procedents del nostre entorn. Aquestes cèl·lules fotoreceptores, cons i bastonets, recullen part de l'espectre de llum solar i el transformen en impulsos elèctrics, que són enviats al cervell a través dels nervis òptics, essent aquests els encarregats de crear la sensació del color.
Hi ha grups de cons especialitzats a detectar i processar un color determinat, essent diferent el total d'aquests dedicats a un color i a un altre. Per exemple, hi ha més cèl·lules especialitzades a treballar amb les longituds d'ona corresponents al vermell que a cap altre color, per la qual cosa quan l'entorn en què ens trobem ens envia massa vermell es produeix una saturació d'informació en el cervell d'aquest color, originant una sensació d'irritació en les persones.
Quan el sistema de cons i bastonets d'una persona no és el correcte es poden produir una sèrie d'irregularitats en l'apreciació del color, igual que quan les parts del cervell encarregades de processar aquestes dades estan fetes malbé. Aquesta és l'explicació de fenòmens com el daltonisme. Una persona daltònica no aprecia les gammes de colors en la seva justa mesura, i confon els vermells amb els verds.
A causa que el procés d'identificació de colors depèn del cervell i del sistema ocular de cada persona en concret, podem mesurar amb tota exactitud la longitud d'ona d'un color determinat, però el concepte del color produït per aquesta és totalment subjectiu, depenent de la persona en si. Dues persones diferents poden interpretar un color donat de forma diferent, i pot haver-hi tantes interpretacions d'un color com persones hi ha.
El mecanisme de mescla i producció de colors produït per la reflexió de la llum sobre un cos no és el mateix al de l'obtenció de colors per mescla directa de raigs de llum.